# Nová Olešná
Nová Olešná, (Duits: Deutsch Wolleschna of Deutschwolleschna) is een Tsjechische gemeente in de regio Zuid-Bohemen en maakt deel uit van het district Jindřichův Hradec. Het dorp ligt op 15 kilometer afstand van de stad Jindřichův Hradec en op minder dan 20 kilometer afstand van de grens met Oostenrijk.
Nová Olešná telt 123 inwoners (2025).

## Geografie
Nová Olešná ligt vlak bij natuurmonument Malý Bukač.

## Geschiedenis
De eerste schriftelijke vermelding van het dorp dateert van 1379.
In 1990 werd Nová Olešná verzelfstandigd. Voor die tijd was het dorp onderdeel van de gemeente Strmilov. Sinds 2003 maakt Nová Olešná deel uit van het district Jindřichův Hradec. Op 25 april 2018 werden bij besluit van de overheid het wapen en de vlag van de gemeente goedgekeurd.

## Verkeer en vervoer

### Autowegen
Nová Olešná is te bereiken via diverse regionale wegen. 

### Spoorlijnen
Er is geen station in de buurt van het dorp.

### Buslijnen
Er zijn geen bushaltes in de buurt van het dorp.

## Bezienswaardigheden en voorzieningen
In Nová Olešná zijn een dorpscafé en buurtsuper gevestigd. Verder is er de Kapel van de Heilige Drie-eenheid.

## Media
In december 2019 werd een aflevering van het Nederlandse televisieprogramma Ik vertrek opgenomen in Nová Olešná. Een Nederlands koppel verhuisde naar het dorp en opende er uiteindelijk een openluchtlasergamelocatie.